# Пятихатки (Юрьевский район)
Пятихатки (укр. П'ятихатки) — село,
Новоивановский сельский совет,
Юрьевский район,
Днепропетровская область,
Украина.
Код КОАТУУ — 1225982807. Население по переписи 2001 года составляло 18 человек .

## Географическое положение
Село Пятихатки находится на расстоянии в 2,5 км от села Новоивановское.
Через село проходит автомобильная дорога Т-0412.